# Shauna Rohbock
Shauna L. Rohbock (ur. 4 kwietnia 1977 w Provo) – amerykańska bobsleistka, wicemistrzyni olimpijska oraz pięciokrotna medalistka mistrzostw świata.

## Kariera sportowa
Pierwszy sukces w karierze osiągnęła w 2005 roku, kiedy wspólnie z Valerie Fleming zdobyła brązowy medal w dwójkach na mistrzostwach świata w Calgary. W tym samym składzie reprezentantki USA zdobyły też kolejny brązowy medal podczas mistrzostw świata w St. Moritz w 2007 roku oraz srebro na mistrzostwach świata w Königssee w 2011 roku. W międzyczasie Fleming zdobyła też brązowy medal w konkurencji mieszanej i srebrny w dwójkach (razem z Elaną Meyers) na mistrzostwach świata w Lake Placid w 2009 roku. W 2006 roku wzięła udział w igrzyskach olimpijskich w Turynie, w parze z Fleming zdobywając srebrny medal w dwójkach. Podczas rozgrywanych w 2010 roku igrzysk w Vancouver, w parze z Michelle Rzepką, zajęła szóste miejsce w dwójkach.